# Panna orleánská (opera)
Panna orleánská je šestou operou Petra Iljiče Čajkovského. Předlohou mu byla Schillerova veršovaná tragédie (s použitím překladu V. Žukovského), která se v té době v Evropě hojně hrála. Sám skladatel si ji přepracoval do libreta. Upravil pouze zakončení Schillerovy hry. V zájmu zachování historické pravdy nenechal Johanku zahynout v bitvě, ale upálit. K napsání této opery, která nezapře inspiraci ve velké francouzské opeře, přistoupil Čajkovskij hned po úspěchu Eugena Oněgina. Premiéra této opery o šesti jednáních proběhla 25. února 1881 v Petrohradě.

## Inscenační tradice v Česku
Přestože "zahraniční" premiéra této opery se uskutečnilo v roce 1882 právě v Praze, přičemž ve skutečnosti se jednalo o vůbec první jeho operu uvedenou za hranicemi Ruska, česká divadla tuto operu příliš často nehrají. Naposledy ji v roce 2017 uvedla liberecká opera v režii Lindy Keprtové.  Před tím ji v roce 2009 uvedlo plzeňské Divadlo Josefa Kajetána Tyla  Na plzeňské scéně však tehdy vydržela jen čtyři měsíce. Ještě dříve pak byla uvedena někdy v 50. letech.  Na své první uvedení na prknech pražského Národního divadle však zatím opera stále čeká.

## Děj opery
Opera vypráví známý příběh francouzské hrdinky Johanky z Arku, přezdívané též jako Panna orleánská, která stanula v čele francouzských vojsk za stoleté války v boji proti Angličanům a posléze byla upálena za kacířství. Zajímavostí na Čajkovského pojetí je, že tím, kdo Johanku přede všemi nařkne ze spolčení s ďáblem, je její vlastní otec.